# Alta Zeta

La Alta Zeta durante el.

La Alta Zeta (en serbio: Горња Зета, romanizado: Gornja Zeta) es una región histórica de Montenegro, situada aproximadamente entre los ríos Morača y Zeta en dirección este-oeste, y entre el macizo de Lovćen, el lago Skadar y el macizo de Durmitor en dirección sur-norte. Abarca la llanura de Zeta y la llanura que rodea la actual capital de Montenegro, Podgorica . Durante la Edad Media, la provincia de Alta Zeta formó parte del estado serbio bajo la dinastía Nemanjić, coexistiendo con la de Baja Zeta. Posteriormente, estuvo en manos de las familias nobles Balšić y Crnojević hasta la conquista otomana (1496). A principios de la Edad Moderna, el término se utilizó para designar una zona en la mitad norte de la región del «Viejo Montenegro», aunque sus fronteras fluctuaron.

## Término
La Alta y la Baja Zeta se mencionan en documentos medievales. La Baja Zeta abarcaba la franja marítima desde la bahía de Luštica y Grbalj hasta el río Bojana, mientras que la Alta Zeta se extendía sobre un ramal del monte Lovćen, al pie de Kotor, hasta la orilla oriental del lago Skadar y el río Zeta. Las menciones de la Alta y la Baja Zeta en los siglos xv y xvi son escasas. Documentos fiables muestran que, hasta finales del siglo XV, el término Zeta se usaba simplemente para abarcar Pješivci, Malonšići, Očinići, Lopate y Bjelice.

## Historia
Durante el siglo XV, las regiones de la Alta y la Baja Zeta tuvieron historias algo diferentes. Como región marítima, la Baja Zeta estuvo expuesta a la expansión de la República de Venecia, mientras que las regiones montañosas de la Alta Zeta permanecieron bajo el control de los señores locales. A finales de septiembre de 1441, el gran duque de Bosnia, Stjepan Vukčić Kosača, capturó el territorio de la Alta Zeta en la margen izquierda del río Morača. Stefan Crnojević, quien representaba a toda la Casa Crnojević, se unió a él en esta campaña y Kosača le otorgó el control de cinco aldeas. Mantuvo dos de ellas (Goričane y Kruse) bajo su control y entregó las otras tres a sus hermanos. Tras la desaparición del hermano de Stefan, Gojčin, de la vida política en 1451, Stefan se convirtió en gobernante de gran parte de la Alta Zeta, fortaleciendo su posición al reconocer la autoridad de la República de Venecia, titulada como duque de la Alta Zeta (después de 1452). Las razones de la alianza están relacionadas con su anticipación de la caída del Despotado de Serbia. El dux veneciano Francesco Foscari escribió una carta a Stefan en 1455 pidiéndole que devolviera a Budva el territorio que había capturado.  En 1455 los otomanos invadieron Serbia y conquistaron todos sus territorios al sur del Río Morava occidental, separando completamente a Zeta del núcleo del Despotado. Por lo tanto, Stefan Crnojević junto con representantes de la Alta Zeta firmaron un acuerdo ese mismo año con los venecianos en Vranjina, por el cual la Alta Zeta aceptaba el gobierno supremo veneciano. Venecia pasó a gobernar solo las ciudades, mientras que todos los asuntos internos quedaron en manos del duque Stefan. Venecia también se comprometió a no entrar en conflicto con la autoridad eclesiástica del metropolitano ortodoxo.